# 小山亮

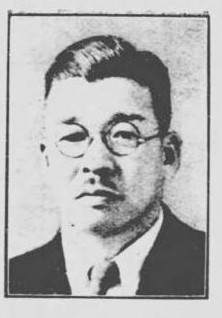
小山亮

小山 亮（こやま まこと、1895年2月4日 - 1973年2月9日）は、日本の政治家（衆議院議員）。

## 経歴
自由民権運動家で衆議院議員を務めた長野県小諸出身の小山久之助の次男として、東京市麹町に生まれる。6歳の時に父が亡くなり、父の郷里である小諸に移る。1912年3月、小諸町立小諸商工学校（現・長野県小諸商業高等学校）を卒業後上京し、父と知遇のあった大隈重信から援助を得て三重県立鳥羽商船学校（現・鳥羽商船高等専門学校）に入学したが1年で退学、新潟県立新潟商業学校（現・新潟県立新潟商業高等学校）の商船科に移ったがここもその年に退学し、1914年3月に愛媛県立弓削商船学校（現・弓削商船高等専門学校）に移り、1919年に卒業した。鳥羽商船学校を退学した経緯について小山自身は「学生運動の先頭に立って（中略）退学させられた」と記している。国際汽船の船員となり、海外航路に乗り組む。
1929年に退社して小諸に戻り、農村更生連盟を結成した。1932年の第18回衆議院議員総選挙に社会民衆党から立候補したが次点で落選、1936年の第19回衆議院議員総選挙に初当選した。その後、1937年の第20回衆議院議員総選挙、1942年の第21回衆議院議員総選挙に連続当選する。第21回選挙では翼賛政治体制協議会の推薦を受け（いわゆる「翼賛候補」）、最高得票であった。この間、1940年に起きた斎藤隆夫の「反軍演説」による除名処分を契機に結成された聖戦貫徹議員連盟に参加。衆議院では農村振興議員連盟や（国民）教育振興議員連盟を創設し、後者では理事の一人であった。太平洋戦争中はペナンで「印度独立援助特務機関長」として宣撫工作に従事し、帰国後は大日本育英会（日本学生支援機構の前身の一つ）創設に関与した。1945年に結成された護国同志会に参加。終戦後、公職追放を受ける。
1946年、旭海運を自ら設立。1949年に尾道造船取締役会長、1954年から東京急行電鉄取締役を務める（東急の取締役は1964年まで）。1955年2月の第27回衆議院議員総選挙に長野2区から立候補して当選し、議員に復帰した。このときは無所属だったが、のちに日本社会党に入党。1958年5月の第28回衆議院議員総選挙では社会党の公認候補として出馬したが、次点で落選し、政界を退いた。自らの出身である海員関連では1951年に全国商船学校十一会（現・全日本船舶職員協会（全船協））が再結成されると会長に就任し、商船学校の高等学校移管や高等専門学校昇格などを支援した。
その後は日本内航海運協議会会長など海運関係や、日本育英会評議員などの教育関係の役職を歴任した。
1973年2月9日、直腸がんのため死去。

## 栄典
- 1965年 - 勲二等瑞宝章
- 1973年 - 旭日重光章

## 「天罰発言」事件
戦争末期の1945年6月11日の衆議院戦時緊急措置法案（政府提出）委員会で質問に立った際、2日前の本会議で鈴木貫太郎総理大臣が演説の中で、1918年の訪米時に「太平洋は名の如く平和の洋にして日米交易のために天の与えたる恩恵である、もしこれを軍隊搬送のために用うるが如きことあらば、必ずや両国ともに天罰を受くべしと警告した」というエピソードを紹介したことについて、国民は詔勅にある「天佑」という言葉を信じて戦っているのだから、天罰を受けるという考えは毛頭持っていないと思う」という見地から、天罰を受けるという言葉を残すことは戦争を遂行する国民に悪い影響を与える懸念があるとして、それを打ち消す釈明を鈴木に求めた。この際小山は「私は言葉の咎め立てなんということは大嫌いな人間なんです。（中略）人の言質を取った、挙足を取ったということはありませぬ。だから私はそのことを言うのではない」と述べている。だが、鈴木の釈明に対して議場は騒然となり、小山も「聞き逃すことはできない」と述べ、6時間もの休憩を取ってから再開された。鈴木は前の釈明を取り消して改めて見解を述べたが、小山は鈴木の答弁内容に納得せず、再度の返答を求めた。政府がこれ以上答弁しないと委員長の三好英之に伝えられると、答弁すらできない内閣に質問はしないと述べてそれ以上の質問を打ち切り退席した（天罰発言事件）。
小山は発言の最後で「総理大臣に聞いていただきたいことがある」と切り出し、敗勢濃厚なときに信頼できる内閣がなければ国民は戦えないのになぜ小手先の答弁をするのかと述べ、「国民は真実を求めているんです。真実に飢えておる。ごまかしばかりで勝った勝ったと言いながら、沖縄まで失わなければならぬような、そういうごまかしは国民は求めておりませぬ。どうかもしこの重大なる時局を担当するとするならば、本当に担当のできる内閣が日本に出てもらいたいと私は思っております」と政府の姿勢を痛烈に批判した。
小山の所属する護国同志会は、鈴木の演説や小山の質問に対する答弁を「不忠不信」と批判する声明書を発表しているが、これは徹底抗戦の立場からの倒閣運動の一環とみられている。

## 親族
名古屋新聞（中日新聞の前身）を創設し、衆議院議長を務めた小山松寿は、小山の生家から見て分家の出身で、遠縁に当たる。

## 関連文献
- 小山亮先生伝記刊行委員会・日本海事新聞社 編『反骨一代 : 回想の小山亮』全日本船舶職員協会・神戸海交社、1976年。（リンク席は国立国会図書館サーチの書誌情報）
- 中村勝実『佐久の代議士』櫟、1989年、ISBN 9784900408289
- 小山敬吾『千曲川』創史社、1980年10月3日、98-107頁。